# Почтовое отправление

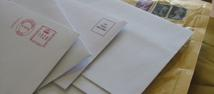
Почтовые отправления Великобритании

Почто́вое отправле́ние — отправление, которое поручается почтовому предприятию для пересылки и доставки адресату.

## Определение
Согласно Федеральному закону Российской Федерации «О почтовой связи» (в редакции от 22.08.2004, № 122-ФЗ), «почтовые отправления — адресованные письменная корреспонденция, посылки, прямые почтовые контейнеры».

## Классификация
Почтовые отправления классифицируются по категориям, по разрядам и по видам.

### Категории

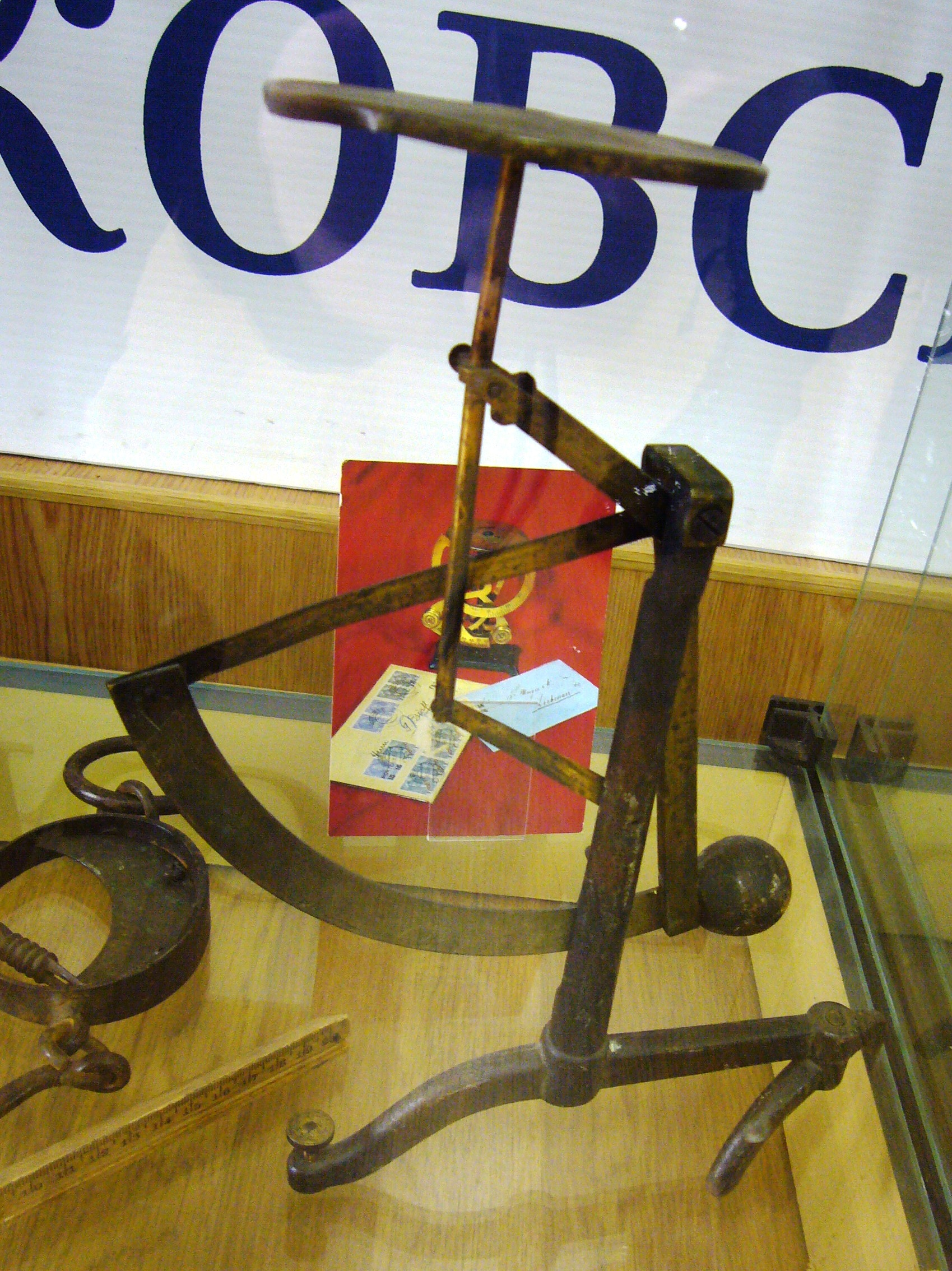
Старинные почтовые весы для взвешивания почтовых отправлений. Музей почтовой связи и Московского почтамта

По критерию порядка оплаты, условий приёма, обработки, пересылки и вручения выделяются следующие категории почтовых отправлений:
В зависимости от страхования почтовые отправления классифицируются на простые (принимаемые к пересылке без страхования) и застрахованные (принимаемые к пересылке со страхованием). В зависимости от вида страхования почтовые отправления со страхованием подразделяются на заказные, ценные и с наложенным платежом.
- Простые почтовые отправления (письма, почтовые карточки, бандероли) принимаются к пересылке без выдачи квитанций и вручаются адресатам без расписки[2].
- Регистрируемые почтовые отправления (заказные письма, заказные почтовые карточки, заказные бандероли[4], посылки, денежные переводы), принимаются от отправителей с выдачей квитанции, регистрируются на определённых этапах пересылки в соответствующих документах и выдаются получателю под расписку[7][8].
- Ценные почтовые отправления (открытые и закрытые ценные письма, ценные бандероли, ценные посылки). Открытые ценные письма принимаются от отправителей в открытом (незапечатанном) виде с описью вложения, тогда как закрытые ценные письма принимаются от предприятий, учреждений и организаций в закрытом конверте, опечатанном сургучной печатью. В случае утраты или повреждения вложения ценной бандероли, письма, посылки выплачивается компенсация в пределах суммы объявленной ценности[5].
- Посылки бывают таких категорий как обыкновенные и ценные. Ценная посылка отличается от обыкновенной тем, что при её отправлении отправитель указывает сумму её ценности[5].
- Денежные переводы (почтовые и телеграфные (обыкновенные и срочные)).
- Почтовые отправления с наложенным платежом[6].
- В зависимости от наличия у почты обязанности уведомить о вручении застрахованные почтовые отправления[3] бывают без уведомления отправителя о вручении их адресату и с уведомлением о вручении[англ.][8][9].
- Авиапочтовые отправления, доставка которых осуществляется с помощью воздушного транспорта[10].
- В зависимости от оплаты почтовые отправления подразделяются на такие категории как оплаченные (почтовыми марками, наличными деньгами или путём безналичных расчетов в соответствии с утверждёнными почтовыми тарифами) и доплатные (не оплаченные или не полностью оплаченные почтовым сбором — сбор за них взимается с адресатов при вручении, в том числе доплатными марками)[11].
- В зависимости от характера пересылки почтовые отправления подразделяются на внутренние[12] (иногородние[13] и местные[14]), которые пересылаются внутри страны, и международные, которые отправляются за границу или из-за границы[15].
- Другие.

### Разряды
По критерию принадлежности к определённой группе отправителей или адресатов почтовые отправления подразделяются на следующие разряды:
- правительственные[16],
- воинские[17],
- служебные[18],
- судебные[19][20],
- другие.

Порой оплата пересылки почтового отправления определяется его разрядом. К примеру, в России (а ранее в СССР) пересылка служебных почтовых отправлений осуществляется бесплатно. В ряде государств для оплаты доставки определённых разрядов корреспонденции выпускались специальные знаки почтовой оплаты, например, депутатские марки, служебные марки.

### Виды
По критерию характера вложения, размера, массы и вида упаковки выделяются следующие виды почтовых отправлений:
- закрытые письма,
- почтовые карточки (почтовые открытки),
- бандероли,
- посылки,
- денежные переводы,
- периодические издания.

За рубежом также выделяются:
- мелкие пакеты,
- аэрограммы,
- почтовые листы,
- секретки и другие виды.